# Takahashia japonica
Takahashia japonica es una especie de insecto de la familia Coccidae (las cochinillas). Es de origen oriental. Fue descrita por primera vez en 1896 por Cockerell.
Resulta extremadamente polífaga, en cuánto capaz de atacar muchas especies vegetales, llega a afectar especies de elevado valor ornamental.
En Europa se identificó por primera vez en 2017, en Italia, donde hoy ya está muy difundida principalmente en las zonas en torno a la ciudad de Milán.
En 2018 se detectó también en el Reino Unido, en una magnolia que había sido importada en 2015.
Es fácilmente reconocible por las bolsas de huevos, de color blanco  y con forma de churro, que cuelgan de las ramas de los árboles atacados.
Las hembras producen y depositan sobre las ramas estas bolsas en los meses de abril  y mayo, para después de pocas semanas dar lugar la eclosión de los huevos.
En caso de infestación circunscrita, el control del patógeno puede ser efectuado, mediante destrucción física de las porciones de árboles afectadas, por medio de podado fitosanitario. De momento no existen principios activos o productos químicos específicos probados científicamente.